# Le Piège de la soif : Une histoire d'amour en entreprise
Le Piège de la soif : Une histoire d'amour en entreprise  est un épisode de la série télévisée d'animation Les Simpson. Il s'agit du quatrième épisode de la trente-cinquième saison et du 754e de la série.

## Réception
Lors de sa première diffusion, l'épisode a attiré 1,06 million de téléspectateurs.